# 58495 Hajin
58495 Hajin è un asteroide della fascia principale. Scoperto nel 1996, presenta un'orbita caratterizzata da un semiasse maggiore pari a 2,6819661 au e da un'eccentricità di 0,1732325, inclinata di 13,59907° rispetto all'eclittica.